# Quercus wislizeni
Quercus wislizeni es una especie del género Quercus dentro de la familia de las Fagaceae. Está clasificada en la Sección Lobatae, del roble rojo de América del Norte, Centroamérica y el norte de América del Sur, que tienen los estilos largos y bellotas de sabor muy amargo que maduran en 18 meses. Las hojas pueden ser enteras sin dientes, parcialmente dentadas en el borde, o tener lóbulos terminados en puntas agudas.

## Distribución y hábitat
Se encuentra en zonas de California en los Estados Unidos. También hacia el sur, en el norte de Baja California, en México. Es más abundante en las cotas inferiores de Sierra Nevada, pero también está muy extendida en los hábitats de la costa del océano Pacífico y la Sierra de San Gabriel.

## Descripción
Es un gran arbusto o árbol que puede alcanzar 22 m de altura. Las hojas son de color verde oscuro y generalmente pequeñas, de entre 2,5 y 7 cm de largo y de entre 2 y 5 cm de ancho, gruesas y, a menudo espinoso-dentadas, sobre todo en los árboles jóvenes. Las flores son amentos. Las bellotas miden entre 1 y 2 cm de largo, y maduran en unos 18 meses después de la floración.
Algunas fuentes, como por ejemplo Flora of North America, explican el error de la denominación "wislizenii", epíteto cuya ortografía correcta es con una sola "i", según el artículo en ICN 60C.2.

## Ecología
Está clasificado como un roble rojo (sección Lobatae ). Se ha documentado la existencia de varios híbridos entre Quercus wislizeni y otras especies de roble rojo, como Q. agrifolia, Q. dumosa, y Q. kelloggii. Todas estas especies de roble muestran evidencias de introgresión. 
Un árbol asociado comúnmente a Quercus wislizeni es el castaño de indias de California (Aesculus californica).

## Taxonomía
Quercus wislizeni fue descrita por Luz María González Villarreal y publicado en Prodromus Systematis Naturalis Regni Vegetabilis 16(2[1]): 67. 1864.
Etimología
Quercus: nombre genérico del latín que designaba igualmente el roble y la encina.
wislizeni: epíteto otorgado en honor de Frederick Adolf Wislizenus (1810-1889), cirujano militar, explorador, botánico alemán que viajó ampliamente por el Suroeste de Estados Unidos
Sinonimia
- Q. parvula Greene
- Q. p. var. shrevei (C.H.Mull.) Nixon
- Q shrevei C.H.Mull.

List sources :